# ضيائية مهبطية

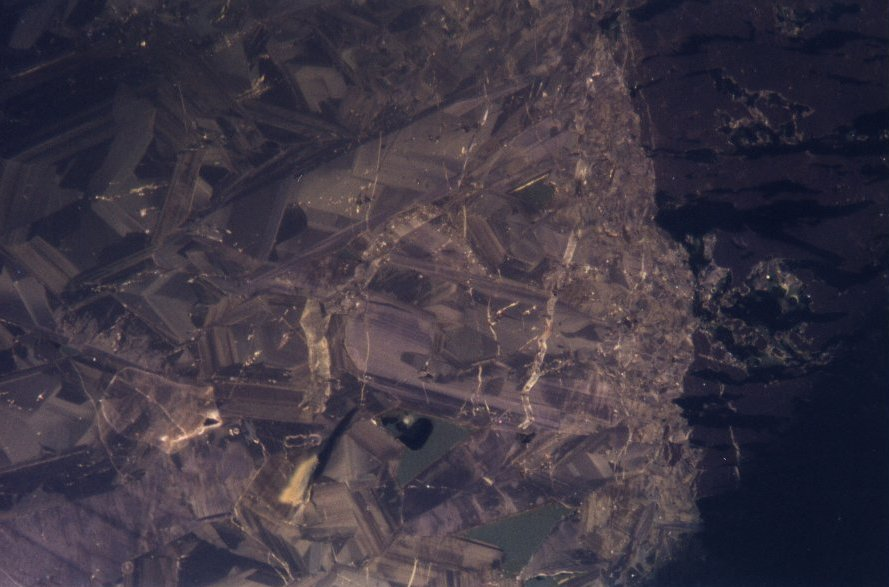
ضيائية مهبطية

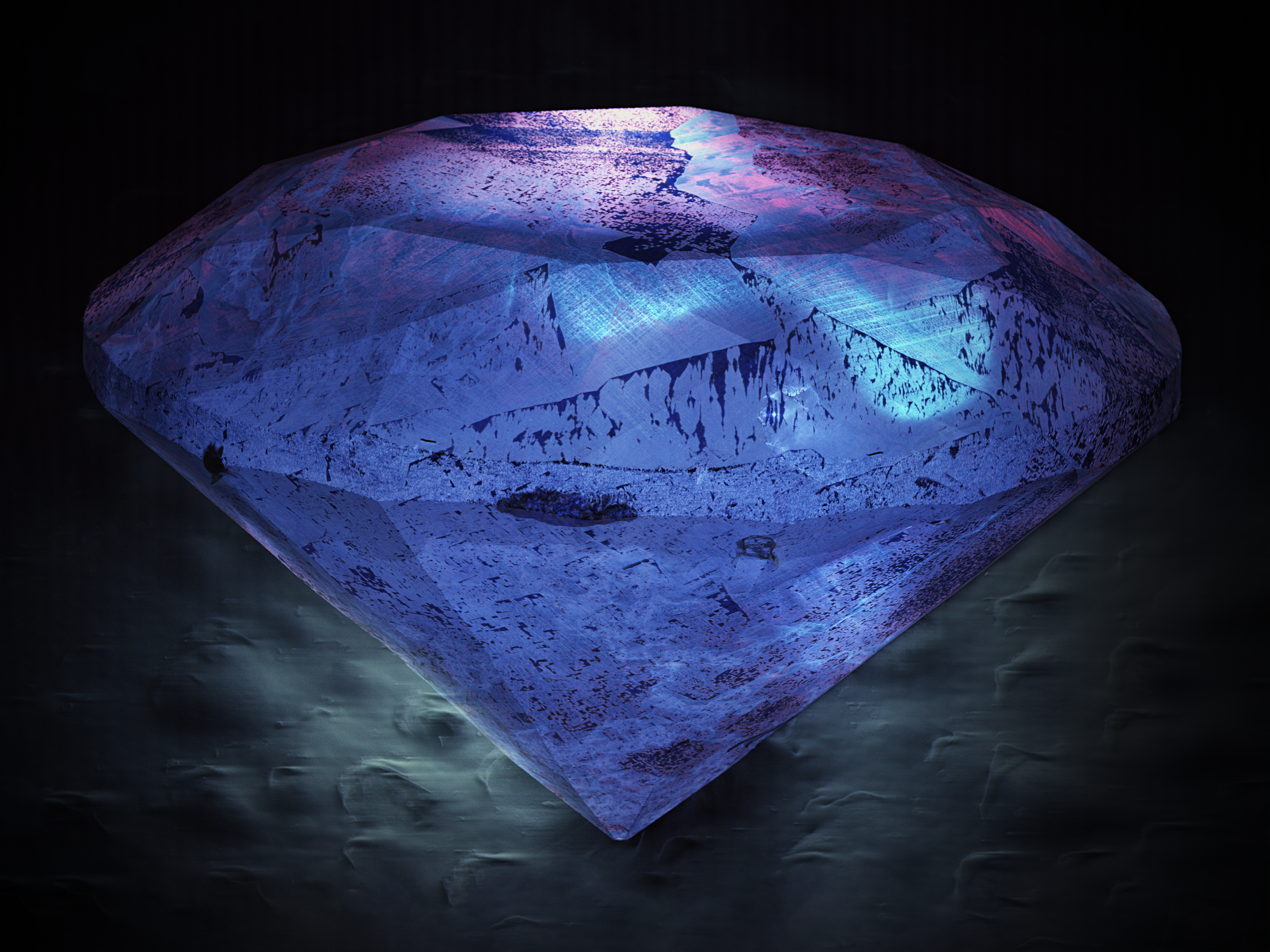
التلألؤ الكاثودي اللوني للماس في المجهر الإلكتروني الماسح ، ألوان حقيقية

الضيائية المهبطية أو الضيائية الكاثودية أو التلألؤ المهبطي هي ظاهرة بصرية وكهرومغناطيسية حيث تتسبب الإلكترونات التي تؤثر على مادة مضيئة مثل الفوسفور في انبعاث فوتونات قد يكون لها أطوال
موجية في الطيف المرئي. والمثال المألوف هو توليد الضوء بواسطة شعاع إلكتروني يمسح السطح الداخلي المغطى بالفوسفور لشاشة تلفزيون يستخدم أنبوب أشعة الكاثود. التلألؤ الكاثودي هو عكس التأثير الكهروضوئي، حيث تحفز انبعاث الإلكترون عن طريق التشعيع بالفوتونات.

## أصل

رسم تخطيطي لنظام التلألؤ الكاثودي: يمر شعاع الإلكترون عبر فتحة صغيرة في المرآة المكافئة التي تجمع الضوء وتعكسه في مقياس الطيف. يمكن استخدام جهاز مقترن بالشحن أو مضاعف ضوئي للكشف المتوازي أو مستوحد اللون، على التوالي. يمكن تسجيل الإشارة الحالية التي يسببها شعاع الإلكترون في وقت واحد.

ينتج الضيائية في أشباه الموصلات عندما يتحد إلكترون في نطاق التوصيل مع وجود ثغرة إلكترونية في نطاق التكافؤ. يمكن أن تنبعث طاقة الفرق (فجوة النطاق) لهذا الانتقال على شكل فوتون. تعتمد طاقة (لون) الفوتون، واحتمال انبعاث فوتون وليس فونون، على المادة ونقاوتها ووجود العيوب. أولاً، يجب تحفيز الإلكترون من نطاق التكافؤ إلى نطاق التوصيل. في التلألؤ الكاثودي، يحدث هذا نتيجة اصطدام شعاع إلكترون عالي الطاقة بأشباه الموصلات. ومع ذلك، تحمل هذه الإلكترونات الأولية الكثير من الطاقة لإثارة الإلكترونات مباشرة. بدلاً من ذلك، يؤدي التشتت غير المرن للإلكترونات الأولية في البلورة إلى انبعاث الإلكترونات الثانوية، وتأثير أوجيه، والأشعة السينية، والتي بدورها يمكن أن تشتت أيضًا. تؤدي سلسلة أحداث التشتت هذه إلى ما يصل إلى 103 إلكترون ثانوي لكل إلكترون ساقط. يمكن لهذه الإلكترونات الثانوية أن تثير إلكترونات التكافؤ في نطاق التوصيل عندما يكون لديها طاقة حركية تبلغ حوالي ثلاثة أضعاف طاقة فجوة النطاق للمادة {\displaystyle (E_{kin}\approx 3E_{g})}.
من هناك يتحد الإلكترون مع ثقب في شريط التكافؤ ويخلق فوتونًا. تنقل الطاقة الزائدة إلى الفونونات وبالتالي تسخين الشبكة. تتمثل إحدى مزايا الإثارة بشعاع الإلكترون في أن طاقة فجوة النطاق للمواد التي تفحص لا تقتصر على طاقة الضوء الساقط كما في حالة الضيائية الفوتونية. لذلك، في التلألؤ الكاثودي، يمكن أن تكون «أشباه الموصلات» التي فحصت، في الواقع، أي مادة غير معدنية تقريبًا. من حيث بنية نطاق إلكتروني، يمكن معالجة أشباه الموصلات الكلاسيكية والعوازل والسيراميك والأحجار الكريمة والمعادن والزجاج بنفس الطريقة.

## فحص مجهري
في الجيولوجيا وعلم المعادن وعلوم المواد وهندسة أشباه الموصلات، يمكن استخدام المجهر الإلكتروني الماسح المزود بكاشف الضيائية الكاثودية أو مجهر الضيائية الكاثودية البصري لفحص الهياكل الداخلية لأشباه الموصلات والصخور والسيراميك والزجاج وما إلى ذلك بالترتيب للحصول على معلومات حول تكوين المواد ونموها وجودتها.

### في المجهر الإلكتروني الماسح

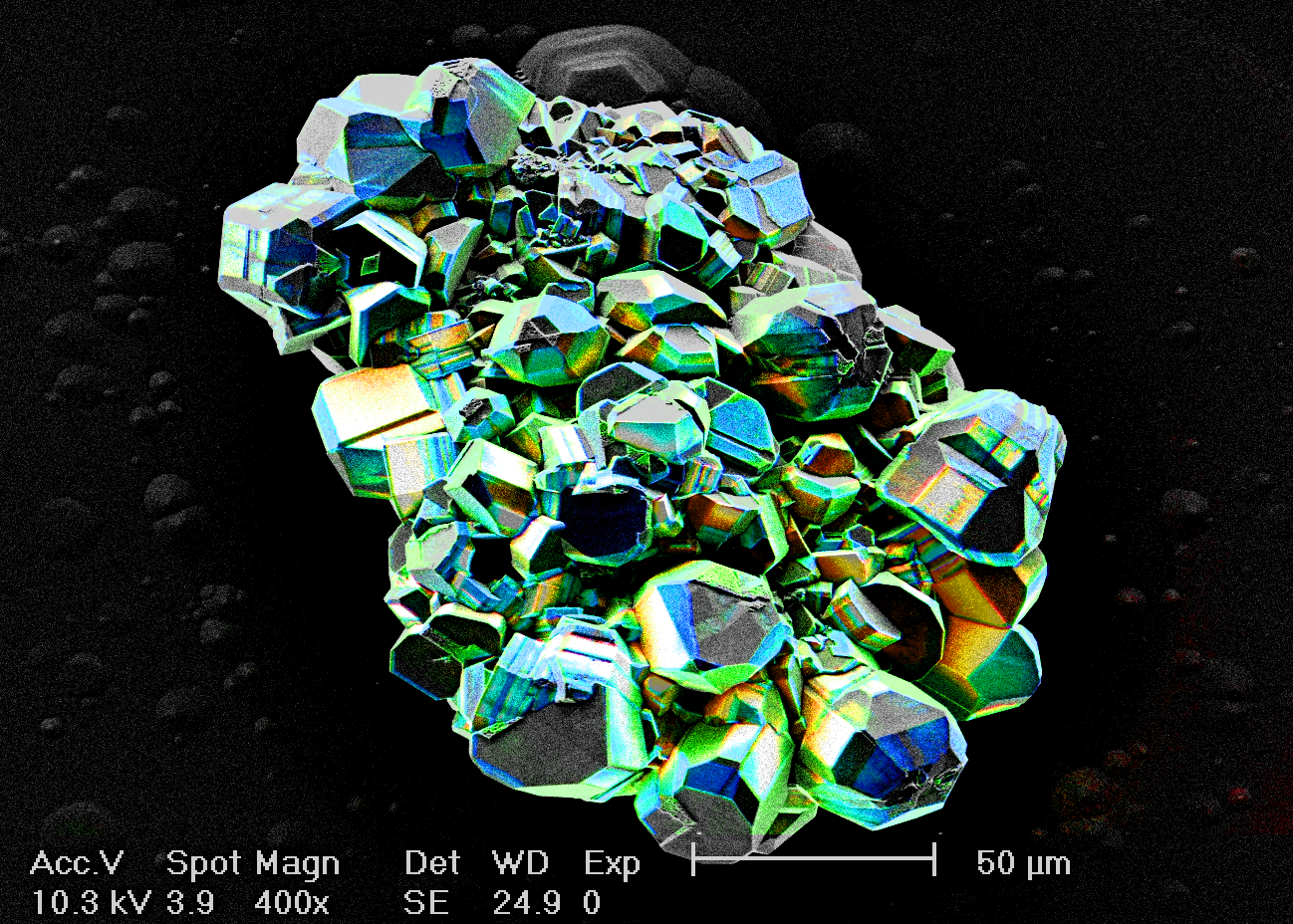
تراكب التلألؤ الكاثودي الملون على صورة المجهر الإلكتروني لمسح بلورات نيتريد الغاليوم الإنديوم. تمثل القنوات الزرقاء والخضراء ألوانًا حقيقية، والقناة الحمراء تتوافق مع انبعاث الأشعة فوق البنفسجية.

في هذه الأدوات، تصطدم حزمة مركزة من الإلكترونات بعينة ما وتحثها على إصدار ضوء يجمع بواسطة نظام بصري، مثل المرآة الإهليلجية. من هناك، ستنقل الألياف الضوئية الضوء من المجهر حيث ينفصل إلى أطوال موجية مكونة بواسطة مستوحد اللون ثم يكتشف باستخدام أنبوب مضاعف ضوئي. عن طريق مسح شعاع المجهر في نمط X-Y وقياس الضوء المنبعث من الشعاع عند كل نقطة، يمكن الحصول على خريطة للنشاط البصري للعينة (تصوير الضيائية الكاثودية). بدلاً من ذلك، من خلال قياس الاعتماد على الطول الموجي لنقطة ثابتة أو منطقة معينة، يمكن تسجيل الخصائص الطيفية (التحليل الطيفي للضيائية الكاثودية). بالإضافة إلى ذلك، إذا استبدل أنبوب المضاعف الضوئي بجهاز اقتران الشحنة، فيمكن قياس طيف كامل في كل نقطة من الخريطة (التصوير فوق الطيفي). علاوة على ذلك، يمكن ربط الخصائص البصرية لجسم ما بالخصائص الهيكلية التي لوحظت بالمجهر الإلكتروني.
تتمثل المزايا الأساسية للتقنية القائمة على المجهر الإلكتروني في الدقة المكانية. في المجهر الإلكتروني الماسح، تكون الدقة التي يمكن تحقيقها في حدود بضع عشرة نانومترات، بينما في المجهر الإلكتروني النافذ، يمكن حل الميزات بحجم نانومتر. بالإضافة إلى ذلك، من الممكن إجراء قياسات زمنية من نانو ثانية إلى بيكو ثانية إذا كان بالإمكان «تقطيع» شعاع الإلكترون إلى نبضات نانوية أو بيكو ثانية بواسطة ماصة شعاع أو بمصدر إلكترون نابض. هذه التقنيات المتقدمة مفيدة لفحص هياكل أشباه الموصلات منخفضة الأبعاد ، مثل الآبار الكمومية أو النقاط الكمومية.
بينما يوفر المجهر الإلكتروني المزود بكاشف الضيائية الكاثودية تكبيرًا عاليًا، يستفيد مجهر الضيائية الكاثودية البصري من قدرته على إظهار ميزات الألوان المرئية الفعلية مباشرةً من خلال العدسة. تحاول الأنظمة المطورة حديثًا الجمع بين كل من المجهر البصري والإلكتروني للاستفادة من هاتين التقنيتين.

## تمديد التطبيقات
على الرغم من أن أشباه الموصلات ذات فجوة الحزمة المباشرة مثل زرنيخيد الغاليوم أو نتريد الغاليوم تفحص بسهولة بواسطة هذه التقنيات، إلا أن أشباه الموصلات غير المباشرة مثل السيليكون تنبعث أيضًا من تلألؤ كاثودي ضعيف، ويمكن فحصها أيضًا. على وجه الخصوص، يختلف تألق السيليكون المخلوع عن السيليكون الجوهري، ويمكن استخدامه لرسم خرائط للعيوب في الدوائر المتكاملة.
في الآونة الأخيرة، استخدم التلألؤ الكاثودي في المجاهر الإلكترونية لدراسة رنين البلازمون السطحي في الجسيمات النانوية المعدنية. يمكن أن تمتص البلازمونات السطحية في الجسيمات النانوية المعدنية الضوء وتنبعث منه، على الرغم من اختلاف العملية عن تلك الموجودة في أشباه الموصلات. وبالمثل، استغل التلألؤ الكاثودي كمسبار لرسم خريطة للكثافة المحلية لحالات البلورة الفوتونية المستوية العازلة للكهرباء والمواد الضوئية ذات البنية النانوية.